# Đông y

Biểu tượng âm dương cho sự cân bằng. Trong y học cổ truyền Trung Quốc, sức khỏe tốt được cho là đạt được bằng nhiều cân bằng khác nhau, bao gồm cả sự cân bằng giữa âm và dương.

Đông y hay y học cổ truyền Trung Quốc là một nhánh của ngành y học cổ truyền được phát triển dựa trên hơn 3.500 năm hành nghề y của Trung Quốc bao gồm nhiều hình thức khác nhau như thảo dược, châm cứu, trị liệu bằng cạo gió, xoa bóp, nắn xương, khí công và liệu pháp ăn kiêng, nhưng gần đây cũng chịu ảnh hưởng của y học phương Tây hiện đại. Đông y được sử dụng rộng rãi trong vùng văn hóa Đông Á  nơi có một lịch sử lâu dài, và những năm sau đó, Đông y ngày càng được phổ biến trên toàn cầu. Một trong những nguyên lý cơ bản của Đông y là năng lượng sống của cơ thể (khí), không phải là một hiện tượng đã được kiểm chứng về mặt khoa học, được cho là lưu thông qua các đường đi, được gọi là các kinh lạc, được cho là có các nhánh kết nối với các cơ quan và chức năng cơ thể."  Các khái niệm về cơ thể và bệnh tật được sử dụng trong Đông y phản ánh nguồn gốc cổ xưa của nó và sự nhấn mạnh của nó đối với các quá trình động đối với cấu trúc vật chất, tương tự như lý thuyết humoral của châu Âu.
Nghiên cứu khoa học cho đến nay chưa tìm thấy bằng chứng cho các khái niệm truyền thống của Trung Quốc như khí công, kinh lạc và các huyệt đạo.  Lý thuyết và thực hành Đông y không dựa trên kiến thức khoa học hiện có và có sự bất đồng giữa các thầy thuốc về cách thức chẩn đoán và điều trị nào nên được sử dụng cho bất kỳ bệnh nhân nào. Hiệu quả của thuốc thảo dược Trung Quốc vẫn ít được nghiên cứu và hỗ trợ. Có những lo ngại về một số thực vật có khả năng độc hại, các bộ phận động vật và dược phẩm từ Trung Quốc. Cũng có những lo ngại về buôn bán và vận chuyển trái phép các loài có nguy cơ tuyệt chủng bao gồm tê giác và hổ, và quyền lợi của các động vật bị nuôi nhốt, đặc biệt là gấu. Một đánh giá về nghiên cứu hiệu quả chi phí cho Đông y cho thấy các nghiên cứu có mức độ bằng chứng thấp, nhưng cho đến nay vẫn chưa cho thấy kết quả có lợi. Nghiên cứu dược phẩm đã khám phá tiềm năng tạo ra các loại thuốc mới từ các phương thuốc truyền thống, với rất ít kết quả thành công. Một bài xã luận của tạp chí Nature đã mô tả Đông y là "đầy các kiến thức giả khoa học" và nói rằng lý do rõ ràng nhất mà nó không đưa ra nhiều phương pháp chữa trị là vì phần lớn các phương pháp điều trị của nó không có cơ chế hoạt động hợp lý.  Những người ủng hộ Đông y thì lại cho rằng các nghiên cứu từ phương Tây cho đến nay đã bỏ lỡ các tính năng chính của nghệ thuật Đông y, chẳng hạn như các tương tác chưa biết giữa các thành phần khác nhau và các hệ thống sinh học tương tác phức tạp.
Các học thuyết của y học Trung Quốc bắt nguồn từ các cuốn sách như Hoàng đế nội kinh (黄帝内经) và Thương hàn luận (伤寒论), cũng như trong các quan niệm vũ trụ học như âm dương và ngũ hành. Bắt đầu từ những năm 1950, những quan niệm này đã được chuẩn hóa tại Cộng hòa Nhân dân Trung Hoa, bao gồm cả những nỗ lực để tích hợp chúng với các quan niệm hiện đại về giải phẫu và bệnh lý. Trong những năm 1950, chính phủ Trung Quốc đã thúc đẩy một hình thức Đông y được hệ thống hóa.
Đông y mô tả sức khỏe là sự tương tác hài hòa giữa các thực thể này và thế giới bên ngoài, và bệnh tật là sự bất hòa trong tương tác. Chẩn đoán Đông y nhằm mục đích theo dõi các triệu chứng của mô hình bất hòa tiềm ẩn, bằng cách đo mạch, kiểm tra lưỡi, da và mắt, và xem xét thói quen ăn và ngủ của người đó cũng như nhiều thứ khác.

## Triết lý y học

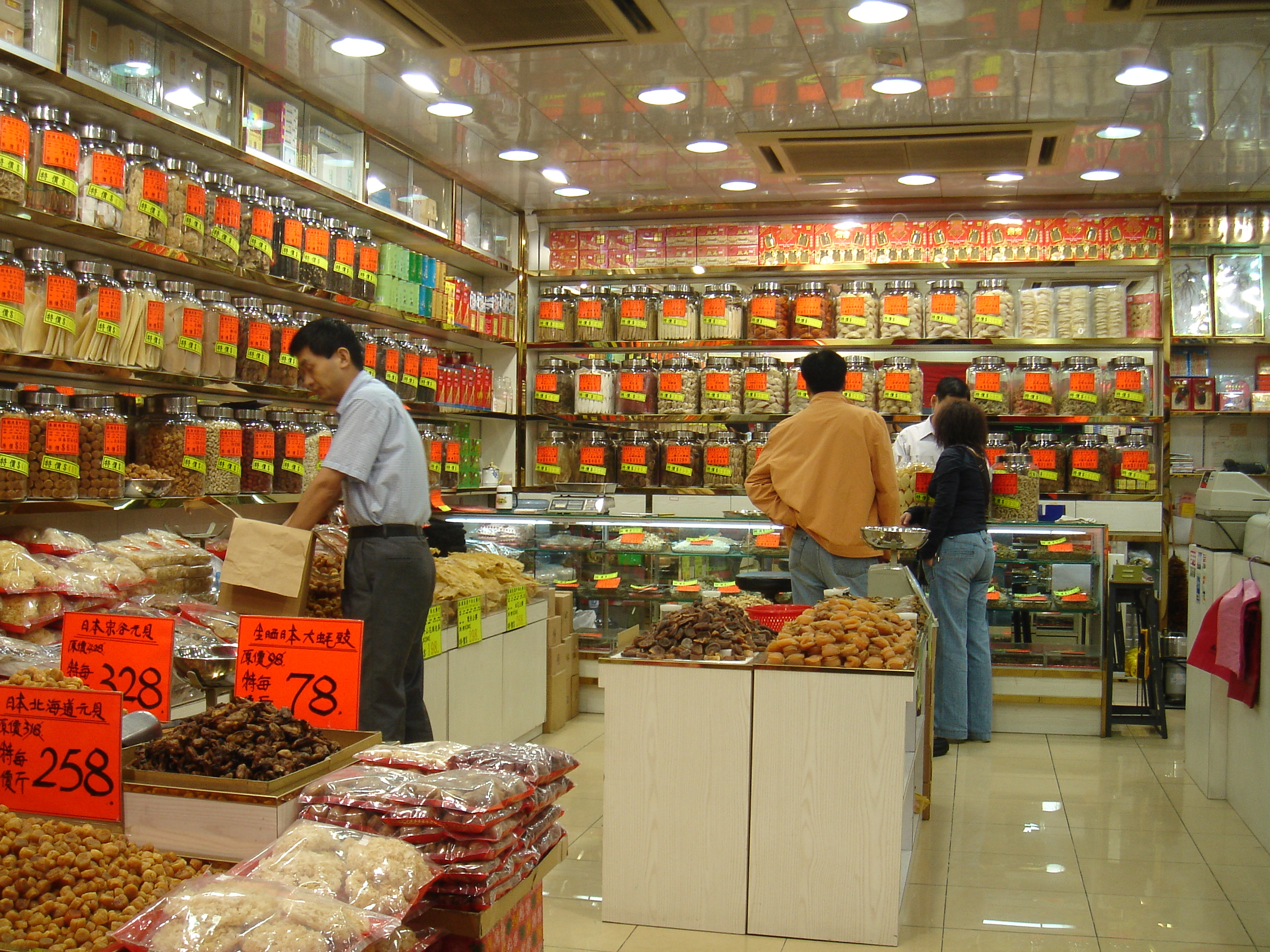
Một cửa hàng thuốc và đồ khô truyền thống Trung Quốc tại Tiêm Sa Chủy, Hồng Kông

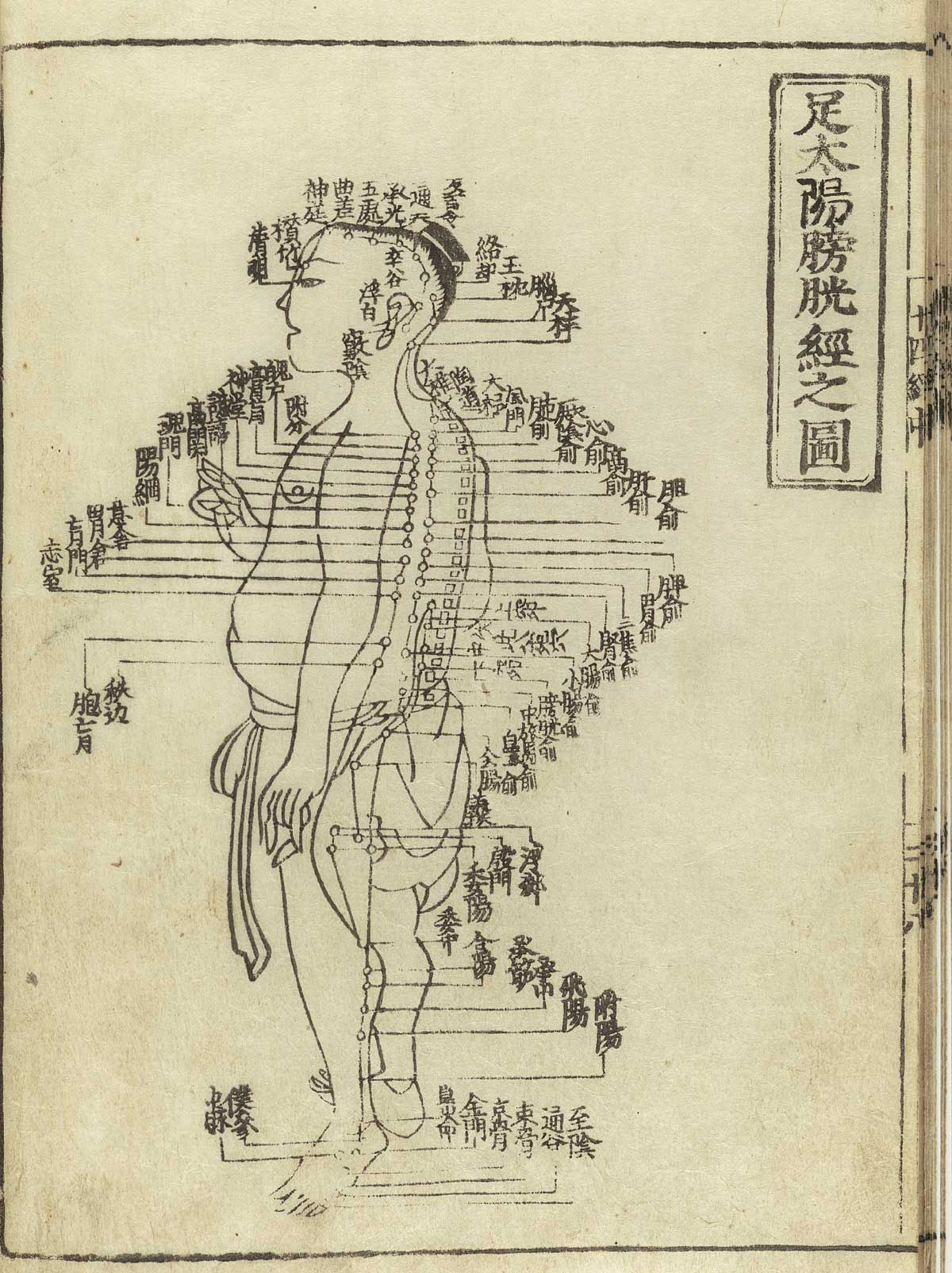
Biểu đồ châm cứu từ Hua Shou (thập niên 1340, thời Nhà Nguyên). Hình ảnh này từ Shi si jing fa hui (Biểu hiện của Mười bốn Kinh mạch). (Tokyo: Suharaya Heisuke kanko, Kyoho gan 1716).

Lý luận Đông y dựa trên nền tảng triết học cổ Trung Hoa: Âm Dương, Ngũ Hành. Âm Dương, Ngũ Hành cân bằng thì cơ thể khỏe mạnh, việc chữa bệnh nhằm lập lại trạng thái cân bằng của các yếu tố đó trong khi Tây y dựa trên các kiến thức về giải phẫu, sinh lý, vi sinh v.v. cùng các thành tựu của các ngành khoa học hiện đại.
Bên cạnh Âm Dương, Ngũ Hành, cơ sở lý luận Đông y còn bao gồm: học thuyết Thiên Nhân hợp nhất, học thuyết kinh lạc, bát cương, học thuyết tạng tượng. Mặc dầu tạng tượng học Đông y có nhiều điểm tương đồng với giải phẫu và sinh lý học Tây y, các từ Hán-Việt dùng để chỉ các tạng (Tâm, Can, Tỳ, Phế, Thận), phủ (vị, đởm, tam tiêu, bàng quang, tiểu trường, đại trường) trong Đông y không đồng nhất với các từ chỉ các cơ quan theo giải phẫu học Tây y (tim, gan, lách, phổi, cật; dạ dày, mật v.v.). Bởi lẽ Đông y có một hệ thống lý luận khác, theo đó, việc chia tách cơ thể thành các bộ phận khác nhau một cách rạch ròi chỉ là khiên cưỡng, do cơ thể là một thể thống nhất.
Trái ngược với văn hóa phương Tây, văn hóa phương Đông coi trọng "cân bằng" và "điều hòa". "Trung dung" - tức cân bằng giữa hai thái cực, được người xưa tôn vinh là tiêu chuẩn tối cao trong triết lý tu thân của bậc quân tử. Trong quan hệ với thiên nhiên, phương Đông không chủ trương chế phục mà hướng tới sự hòa hợp – "thiên nhân hợp nhất". Trong quan hệ giữa người với người, từ ngàn năm xưa "dĩ hòa vi quý" đã trở thành phương châm xử thế cơ bản. Đặc tính văn hóa đó đã ảnh hưởng sâu sắc tới quan niệm và phương pháp chữa bệnh của Đông y học. Về bệnh tật, Đông y quan niệm mọi thứ đều do "âm dương thất điều" - mất sự cân bằng và trung dung gây nên. Để chữa trị bệnh tật, Đông y sử dụng 8 biện pháp cơ bản - "hãn" (làm ra mồ hôi), "thổ" (gây nôn), "hạ" (thông đại tiện), "hòa" (hòa giải), "ôn" (làm ấm), "thanh" (làm mát), "tiêu" (tiêu thức ăn tích trệ), "bổ" (bồi bổ) để khôi phục cân bằng chỉnh thể, hóa giải mâu thuẫn giữa "chính khí" (sức chống bệnh) và "tà khí" (tác nhân gây bệnh). Trong 8 phép đó, không có biện pháp nào mang tính đối kháng, tấn công trực diện vào "bệnh tà" như trong Tây y.
Đặc biệt để thực hiện việc hóa giải có hiệu quả nhất, Đông y chủ trương "trị vị bệnh" (chữa từ khi bệnh chưa hình thành). 2000 năm trước, Nội kinh - bộ sách kinh điển của Đông y đã viết: Bậc thánh y không chờ khi bệnh hình thành rồi mới chữa trị, mà chữa từ khi chưa phát bệnh. Bệnh đã hình thành mới dùng thuốc, xã hội đã rối loạn mới lo chấn chỉnh, khác gì khi khát nước mới lo đào giếng, giặc tới nơi mới đúc binh khí, chẳng quá muộn sao? (Thánh nhân bất trị dĩ bệnh, trị vị bệnh; bệnh dĩ thành nhi hậu dược chi, loạn dĩ thành nhi hậu trị chi, ví do khát nhi xuyên tỉnh, đấu nhi chú binh, bất diệc vãn hồ). Do chủ trương "trị vị bệnh" nên Đông y rất coi trọng dưỡng sinh - nâng cao "chính khí", chính khí đầy đủ thì bệnh tật không thể xâm phạm (Chính khí tồn nội, tà bất khả can). Đó cũng là tư tưởng "tướng giỏi không cần đánh mà thắng" trong Tôn Tử binh pháp (Bất chiến nhi khuất nhân chi sư). Trong sách Nội kinh, dưỡng sinh được đặt vào vị trí tối cao, còn trị liệu chỉ được xem là biện pháp ở bình diện thấp. Tấn công trực tiếp vào "bệnh tà" chỉ được Đông y xem như biện pháp cuối cùng, bất đắc dĩ. "Trị vị bệnh", "phòng bệnh hơn chữa bệnh" - là chiến lược y tế vô cùng sáng suốt và là nét văn hóa độc đáo của Đông y từ ngàn năm xưa. Ngày nay, khi phổ bệnh đang có xu hướng chuyển từ nhiễm trùng sang bệnh tâm thân, nội tiết, chuyển hóa, phương thức sống,... thì chiến lược đó sẽ còn có giá trị thực tiễn và khoa học to lớn hơn nữa.
Đông y là nhân thuật, nên đối tượng chính của Đông y không phải là "bệnh" mà là "con người". Con người trong Đông y cùng với môi trường, vũ trụ hợp thành một chỉnh thể thống nhất, người xưa gọi đó là "Thiên nhân hợp nhất". Bản thân con người cũng là một chỉnh thể thống nhất, nên tinh thần và thể xác hợp nhất với nhau, người xưa gọi đó là "Hình thần hợp nhất".
Phương châm cơ bản của Đông y trong chữa bệnh là "lưu nhân trị bệnh" - nghĩa là trước hết phải giữ lấy mạng sống của con người, sau đó mới nghĩ tới vấn đề khống chế, tiêu trừ ổ bệnh. Mục tiêu chữa bệnh của Đông y là lập lại trạng thái "cân bằng chỉnh thể". Do đó trong quá trình chữa bệnh, Đông y coi trọng khả năng tự khôi phục và tái tạo của cơ thể con người, lấy việc huy động tiềm năng của con người làm phương châm chính. Vì vậy, bệnh nhân được coi là chủ thể, "nhân vi bản bệnh vi tiêu" - nghĩa là người là gốc, là chủ thể, bệnh chỉ là ngọn.
Đông y dùng thuốc tùy theo nguyên tắc "Biện chứng luận trị" - nghĩa là tùy theo chứng trạng biểu hiện ở người bệnh mà sử dụng phép chữa, bài thuốc khác nhau. Trên lâm sàng, trăm người mắc cùng một bệnh, có thể được chữa trị bằng hàng trăm phương thuốc khác nhau. Vì phương thuốc được lập ra theo nguyên tắc "Biện chứng luận trị" - tức phỏng theo bệnh tình cụ thể ở từng người bệnh. "Phương giả phỏng dã" như y gia thời xưa thường nói.

## Chẩn bệnh

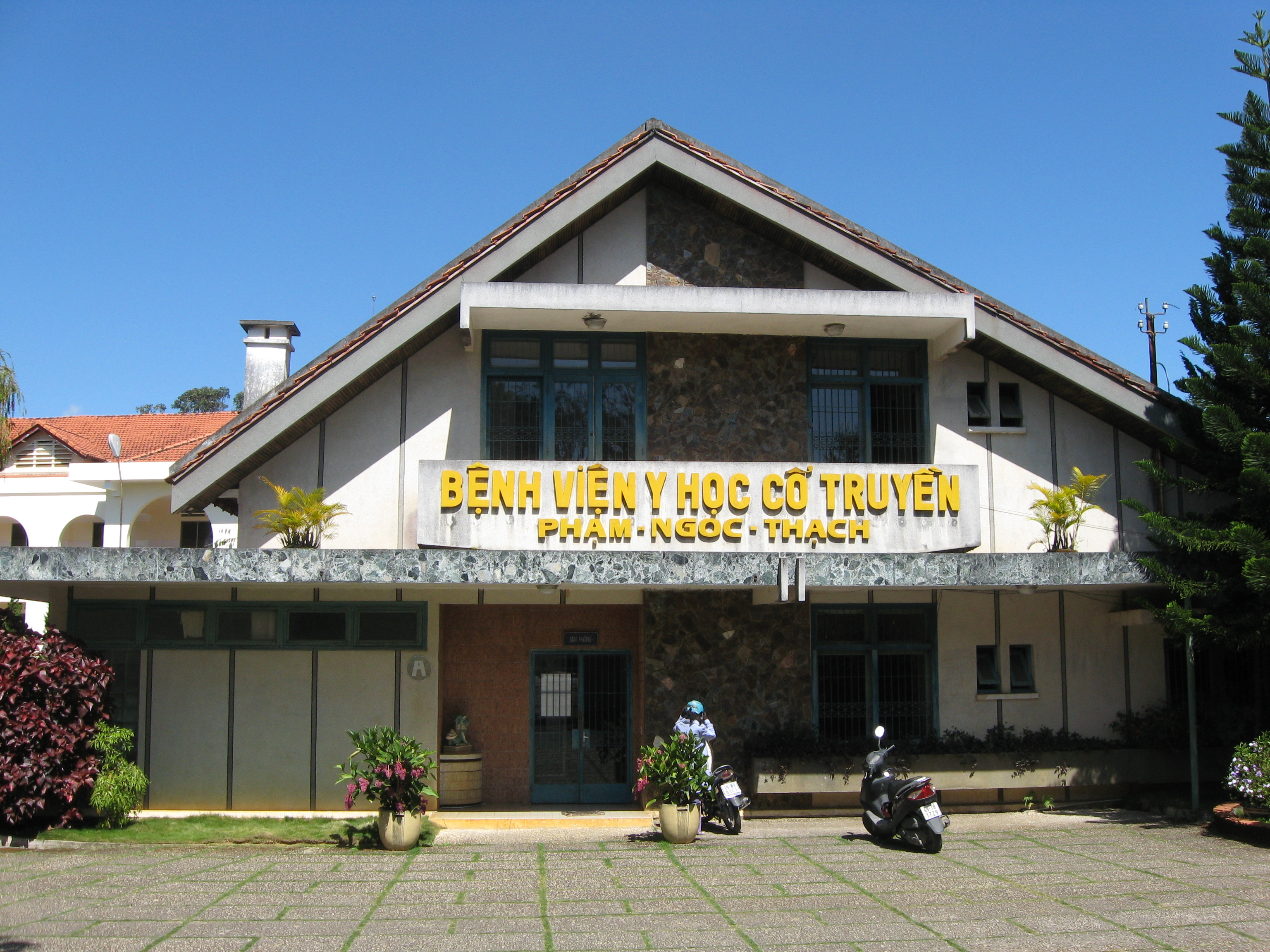
Bệnh viện Y học cổ truyền Phạm Ngọc Thạch, Đà Lạt.

Chẩn đoán Đông y dùng các phương pháp vọng chẩn (quan sát bệnh nhân và hoàn cảnh), văn chẩn (lắng nghe âm thanh từ thể trạng và tâm sự của bệnh nhân), vấn chẩn (hỏi bệnh nhân và người nhà những điều liên quan), thiết chẩn (khám bằng tay và dụng cụ) để xác định bệnh trạng. 

## Điều trị
Điều trị Đông y gồm có phương pháp châm cứu, các thuốc uống hoặc dùng ngoài da, và cả xoa bóp.
Phương pháp châm cứu dựa trên hệ thống kinh mạch được miêu tả chi tiết với hàng trăm huyệt trên cơ thể. Các huyệt và các đường kinh mạch có mối liên hệ với các tạng, phủ trong cơ thể, để điều trị các rối loạn ở tạng phủ nào, rối loại kiểu nào thì can thiệp vào các huyệt tương ứng và một số huyệt khác để hỗ trợ nếu cần thiết. Điều đặc biệt là hệ thống các huyệt, kinh mạch đó không thể dùng các phương pháp giải phẫu, sinh lý của Tây y để miêu tả được, tuy rằng trong thời đại ngày nay, châm cứu được sử dụng như một phương pháp gây vô cảm (gây tê) trong một số cuộc phẫu thuật (Đông Tây y kết hợp).
Thuốc Bắc là các vị thuốc được khai thác và bào chế theo sách của Trung Quốc truyền sang (và phát triển bởi các lương y người Việt). Thuốc Nam là các vị thuốc do các thầy thuốc khám phá trên lãnh thổ Việt Nam. Các vị thầy thuốc nổi tiếng được xem là bậc tổ của nghề y Việt Nam là Lê Hữu Trác (còn lưu truyền bộ Hải Thượng Y Tông Tâm Lĩnh là sách căn bản của Đông y Việt Nam) và Tuệ Tĩnh (tác giả của câu nói nổi tiếng "Nam dược trị Nam nhân" - thuốc Nam dùng chữa bệnh cho người Nam).
Lưu ý: Phương pháp cạo gió được dùng rộng rãi trong dân gian chưa được ngành Đông y chính thức công nhận và phương pháp chích lể cũng còn nhiều bàn cãi.